# أنطونيو سانشيز (كاتب)
أنطونيو سانشيز (بالألمانية: Antonio Sánchez Barbudo) (و. 1910 – 1995 م) هو كاتب، وصحفي، وأستاذ جامعي، وباحث في الرومانسية من إسبانيا، والولايات المتحدة، ولد في مدريد، توفي في بالم بيتش غاردنز، عن عمر يناهز 85 عاماً.